# Qasr Qarun
Qasr Qarun (àrab: قصر قارون) fou el lloc de la regió de l'Oasi del Faium (Egipte) on es va edificar el temple de Dionísies. El llac Qarun era a la vora, però després va desaparèixer. El llogaret egipci actual es diu Qarun.